# Município de Green (condado de Monroe, Ohio)
O município de Green (em inglês: Green Township) é um município localizado no condado de Monroe no estado estadounidense de Ohio. No ano de 2010 tinha uma população de 447 habitantes e uma densidade populacional de 6,23 pessoas por km².

## Geografia
O município de Green encontra-se localizado nas coordenadas 39° 42′ 11″ N, 80° 59′ 34″ O. Segundo a Departamento do Censo dos Estados Unidos, o município tem uma superfície total de 71.74 km², da qual 71,73 km² correspondem a terra firme e (0,02 %) 0,01 km² é água.

## Demografia
Segundo o censo de 2010, tinha 447 pessoas residindo no município de Green. A densidade populacional era de 6,23 hab./km².